# Otavalo
Otavalo is een stad en een parochie (parroquia) in het noorden van Ecuador in het kanton Otavalo.
De stad ligt in de provincie Imbabura op 2500 meter hoogte en heeft ongeveer 53.000 inwoners en dankt zijn naam aan de Otavalo-indianenstam. Deze stam is erin geslaagd om haar eigen cultuur en identiteit te behouden en deze aan te passen aan de huidige tijd mee te gaan. Door vooral de textielnijverheid te moderniseren is er veel geld de gemeenschap ingestroomd en is men in staat geweest om de oorspronkelijke gronden terug te kopen van grootgrondbezitters.
Het stadje Otavalo zelf is in vergelijking met veel andere plaatsen in Ecuador welvarend met een vrolijk straatbeeld. Otavalo is tegenwoordig vooral bekend om de markt(en) waar vooral handwerk, leerbewerking, houtsnijwerk en textiel verkocht wordt. Met name de grootste inheemse onoverdekte markt van Zuid-Amerika, een ontwerp van Tonny Zwollo, is opmerkelijk. Het toerisme is een belangrijke bron van inkomsten.

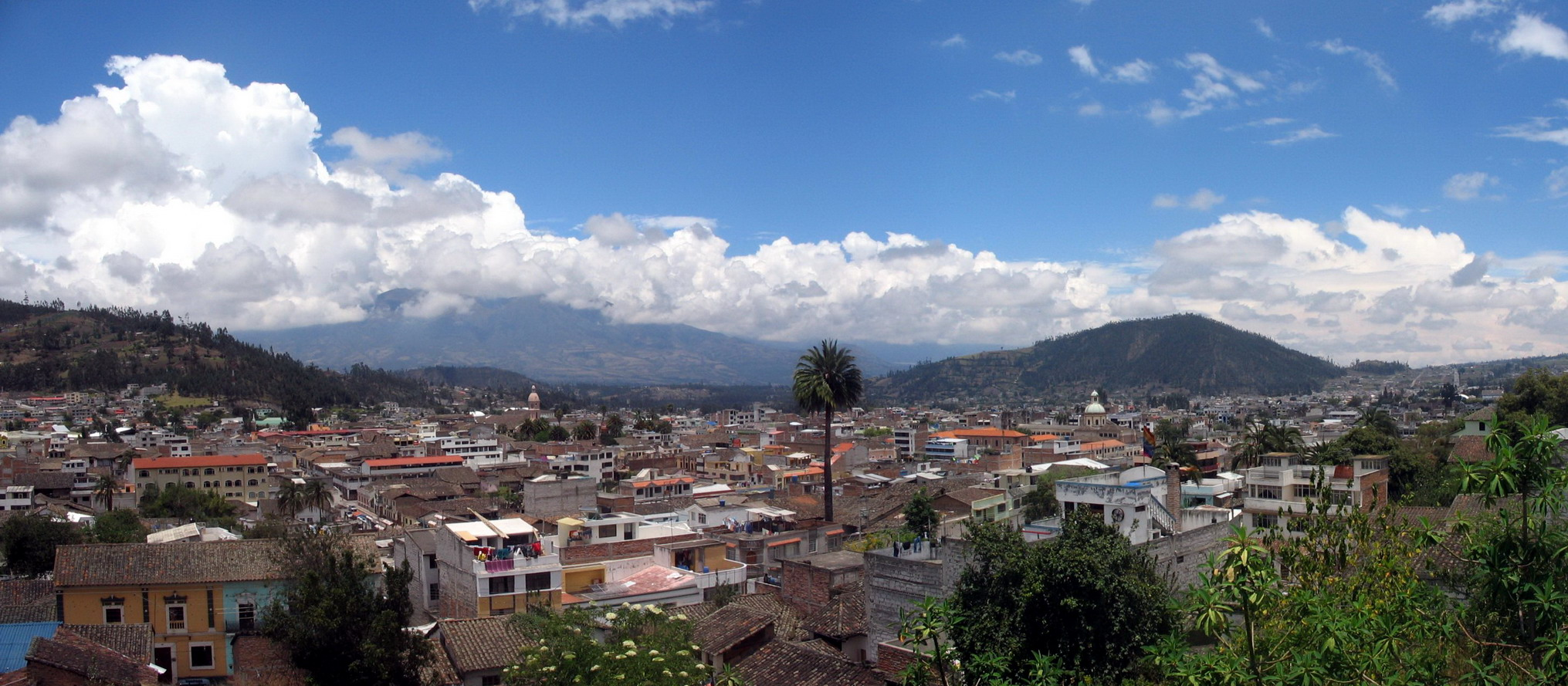
Panorama van Otavalo